# 이스트라다 헤아우

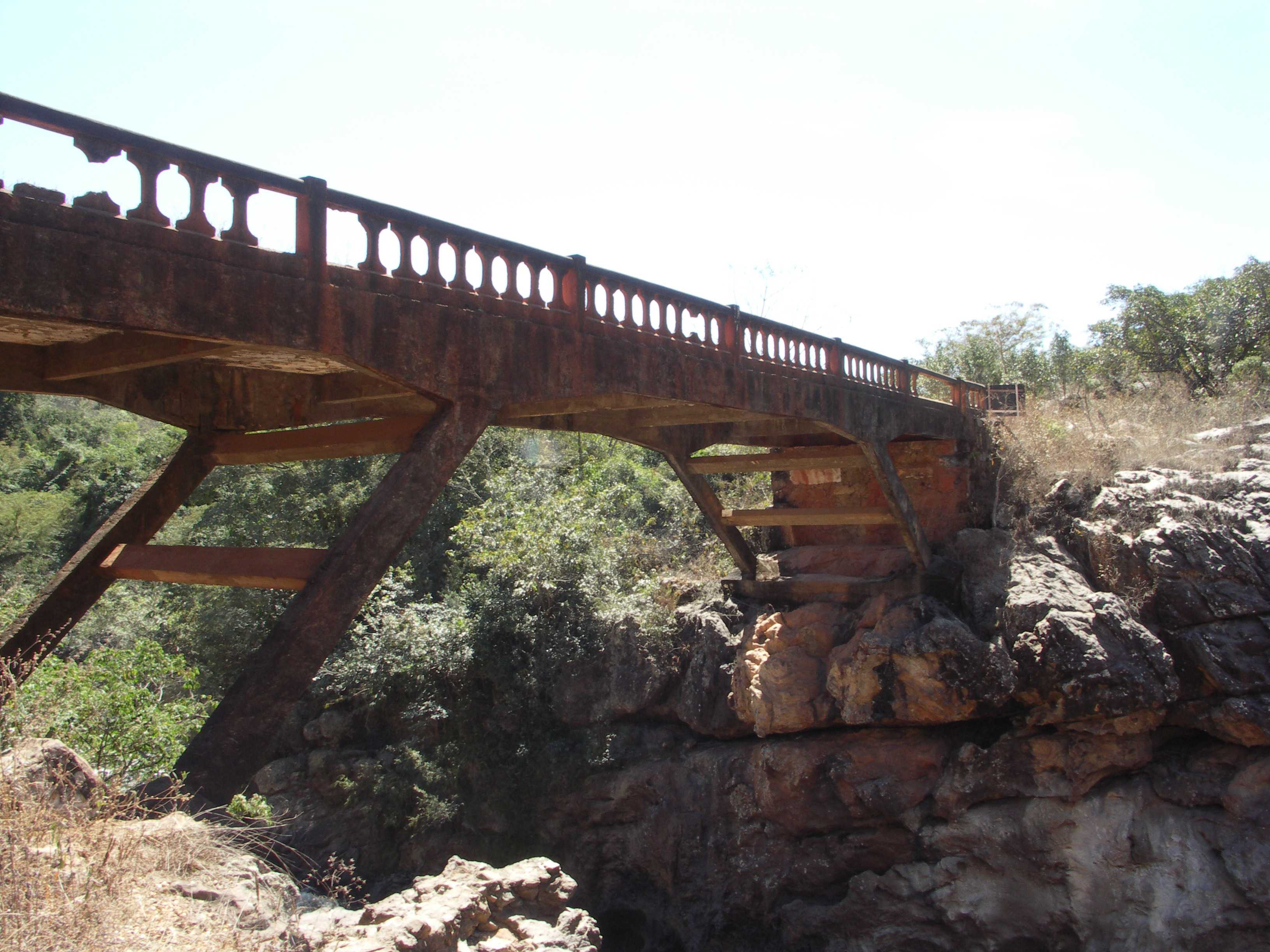
이스트라다 헤아우 중 '다이아몬드의 길' 일부

이스트라다 헤아우(포르투갈어: Estrada Real, 왕의 도로, 브라질식), 또는 이스트라다 헤알(포르투갈식)은 브라질 식민지 시대의 도로이다. 포르투갈의 브라질 식민자들과 이들이 끌고 온 아프리카의 노예들은 1697년 이 도로를 건설하기 시작했는데, 현재의 미나스제라이스주 지역에서 금 등의 값진 광물들이 발견된 직후였다. 이들은 이 도로를 통해 식민지 브라질의 광물들을 브라질 해안으로 쉽게 운반해서 해로를 통해 포르투갈 리스본으로 가져갔다. 역사적으로 수많은 이스트라다 헤아우가 존재하였는데, 이스트라다 헤아우를 크게 분류하면 미나스제라이스의 길(포르투갈어: Os caminhos das Minas Gerais), 상파울루의 길(포르투갈어: Os caminhos de São Paulo), 리우데자네이루의 길(포르투갈어: Os caminhos do Rio de Janeiro)로 나뉘며, 각각에 대해 2개 이상의 경로가 있었다.
예컨대 리우데자네이루의 길의 경우, 원래의 도로는 파라치(Paraty)에서 시작하여 북쪽으로 상주앙델헤이(São João del-Rey), 치라덴치스(Tiradentes), 코로네우샤비에르샤베스(Coronel Xavier Chaves), 콩고냐스(Congonhas), 이타치아이아(Itatiaia)를 지나 빌라히카(Vila Rica, 지금의 오루프레투)에 이르렀다. 그러나 나중에 '카미뉴 노부'(포르투갈어: Caminho Novo, 새로운 길)가 뚫리면서 오루프레투 지역에 이르는 길은 단축되었다.
이밖에 중요한 이스트라다 헤아우로 미나스제라이스의 길 중 지아만치나의 다이아몬드 산지로 통하는 길이 있었다. 이 경로는 마리아나(Mariana), 카타스아우타스(Catas Altas), 산타바르바라(Santa Bárbara), 바랑지코카이스(Barão de Cocais), 이포에마(Ipoema), 콘세이상데우마투덴트루(Conceição deo Mato Dentro), 세후(Serro), 상곤살루두히우다스페드라스(São Gonçalo do Rio das Pedras)를 지나 가장 북쪽의 지아만치나까지 이어진다.
이스트라다 헤아우가 통하는 길목의 도시들은 금과 다이아몬드가 활발히 채굴되던 시절 번영하였으나, 18세기 말 광물 생산량이 줄어들자 이들의 호시절도 사양길로 접어들었다. 최근 브라질 정부와 비정부기구들은 이스트라다 헤아우를 복구하여 브라질의 문화를 알리는 여행지로 만드려는 노력을 하고 있다. 이스트라다 헤아우는 최근까지도 대부분 포장되지 않은 채이고 도로가 지나가는 마을과 도시는 아직도 19세기적인 풍모를 간직하고 있다. 한 세기가 넘게 불황을 겪었지만 장엄한 바로크 양식의 교회들도 그대로 남아 있다.

## 참고 자료
- SBS 한국-브라질 공동제작 특집 다큐멘터리 《에스트라다 헤알》
- ABREU, Capistrano de. Caminhos antigos e povoamento do Brasil. Rio de Janeiro: Civilização Brasileira, 1975.
- ANTONIL, André João. Cultura e opulência do Brasil. Belo Horizonte: Itatiaia; São Paulo: Edusp, 1982.
- SANTOS, Márcio. Estradas reais: introdução ao estudo dos caminhos do ouro e dos diamantes no Brasil. Belo Horizonte: Editora Estrada Real, 2001.
- ROCHA JUNIOR, Deusdedith; VIEIRA JÚNIOR, Wilson; CARDOSO, Rafael Carvalho. Viagem pela Estrada Real dos Goyazes. Brasília: Paralelo 15, 2006.